# Поперечное (Новосибирская область)
Попере́чное — деревня в Ордынском районе Новосибирской области России. Входит в состав Верх-Ирменского сельсовета.

## География
Площадь деревни — 49 гектаров.

## Население
| 2002 | 2007 | 2010 |
| ---- | ---- | ---- |
| 195  | ↘191 | ↗230 |

## Инфраструктура
В деревне по данным на 2007 год отсутствует социальная инфраструктура.